# Kevenich
Die Wüstung Kevenich, auch Kevenicher Hof, lag zwischen Ruwer und Kenn in der Nähe des heutigen Distriktes Am Kevenicher Berg.
Im Jahre 1284 werden im Güterverzeichnis der Abtei Sankt Maximin zu Trier Güter an der Mosel in Pfalzel gegenüber dem Kelterhaus von Kevenich genannt, die Zeit der Erbauung des Hofes ist ungewiss. Man vermutete, dass der Hof auf römischen Siedlungsresten erbaut wurde.
Dies kann man heute nicht mehr nachvollziehen, da der Kevenicher Berg zum Teil im Jahr 1968 abgetragen wurde. Grund waren die Bauarbeiten für die neue Bundesstraße 52 (Trier-Ehrang – Hermeskeil) und deren Anschlussstellen (Kenner Kleeblatt) zur Bundesautobahn 602.
1706 stand im Kewenicher Hof eine Grenzmarke, Willstein genannt, die die St. Maximiner Grundherrschaft Kenn und die St. Pauliner Grundherrschaft Ruwer trennte.